# Задоренко Вячеслав Валентинович
Задоренко Вячеслав Валентинович (нар. 26 березня 1979, Козача Лопань, Дергачівський район, Харківська область, Українська РСР) — український політик і діяч місцевого самоврядування, Дергачівський міський голова з 19 листопада 2020 року, начальник Дергачівської міської військової адміністрації з 14 жовтня 2022 року.
З травня по вересень 2010 року був радником голови Дергачівської районної ради, з листопада 2010 року по листопад 2020 року – Козачолопанським селищним головою.

## Родина, особисте життя та освіта
Народився 26 березня 1979 року у Козачій Лопані. Батько – Задоренко Валентин Володимирович (1950 р.н.), мати – Кубрак Наталія Петрівна (1954 р.н.). Має брата Ігоря (1981 р.н.) та сестру Оксану (1982 р.н.).
З 1986 по 1996 роки Вячеслав Задоренко навчався у Козачолопанській середній школі (зараз – Козачолопанський ліцей).
Має чотири вищі освіти.
У 2002 році закінчив Національну юридичну академію імені Ярослава Мудрого за спеціальністю правознавство (юрист).
У 2005 році став спеціалістом з міжнародних економічних відносин Міжнародного Слов’янського університету.
У 2010 році отримав диплом магістра державного управління, закінчивши Харківський регіональний інститут державного управління Національної академії державного управління при Президентові України.
У 2024 році отримав диплом магістра прикладної політології, закінчивши Луганський національний університет імені Тараса Шевченка.
У Вячеслава Задоренка є дружина Карина (1983 р.н.), а також син Ярослав (2007 р.н.), який у 2024 році закінчив Державну гімназію-інтернат з посиленою військово-фізичною підготовкою «Кадетський корпус». Син Ярослав з 2024 року навчається у Національному юридичному університеті імені Ярослава Мудрого.

## Суспільно-політична діяльність
З березня 2003 року до травня 2008 року працював юристом у приватній компанії «Вітекс».
У травні 2010 року стає радником голови Дергачівської районної ради, а у листопаді того ж року перемагає на виборах Козачолопанського селищного голови.
З приходом до влади Задоренка у Козачій Лопані розпочинається комплексна реформа благоустрою, спрямована на упорядкування селищного середовища. У цей час на території селища та навколишніх населених пунктів впроваджується система подомового вивозу сміття, відбувається ремонт покрівель багатоквартирних будинків, житлово-комунальних комунікацій, доріг та тротуарів, встановлюється вуличне освітлення. Також починають діяти нові принципи громадського контролю, які передбачають тісну координацію між Козачолопанською селищною радою, правоохоронними структурами та громадськими активістами у питаннях дотриманням чистоти і правопорядку. В результаті цього у 2011 році Козача Лопань займає третє місце у всеукраїнському конкурсі «Населений пункт найкращого благоустрою і підтримки громадського порядку». У наступному 2012 році селище виборює перше місце у цьому конкурсі і стає кращим в Україні серед населених пунктів, віднесених до п’ятої категорії.
Після початку збройної агресії Росії проти України у 2014 році Вячеслав Задоренко як очільник прикордонної Козачої Лопані ініціював волонтерську кампанію підтримки українських військових з метою укріплення державного кордону. До цієї кампанії Задоренко активно залучав місцевих мешканців, за що у 2017 році отримав медаль та грамоту від Державної прикордонної служби «За вагомий внесок у забезпечення надійної охорони державного кордону України та з нагоди Дня Прикордонника».
У 2015 році вдруге перемагає на виборах голови Козачолопанської селищної ради, яку очолює до листопада 2020 року.
У 2019 році на позачергових виборах народних депутатів балотується до Верховної Ради України як самовисуванець в одномандатному виборчому окрузі №175. За результатами виборів займає п’яте місце, набравши 4129 голосів.
У 2020 році Задоренко балотується на посаду Дергачівського міського голови  на чергових місцевих виборах, які проходять 25 жовтня, і перемагає, набравши 41,2% (5306) голосів. З 19 листопада того ж року він офіційно вступає на нову посаду, яка з цього часу також починає ототожнюватись з посадою голови Дергачівської громади. Місцеві вибори 2020 року завершують адміністративно-територіальну реформу, яка передбачала, зокрема, утворення громад шляхом об’єднання сільських, селищних, міських рад. Таким чином, Вячеслав Задоренко стає першим головою Дергачівської громади і другим після Олександра Лисицького  Дергачівським міським головою за часів незалежності України.
З початком повномасштабного російського вторгнення у лютому 2022 року Вячеслав Задоренко як Дергачівський міський голова організував роботу гуманітарного штабу, медичних та комунальних установ громади, а також створив та очолив на Дергачівщині партизанський рух спротиву російській агресії, до якого долучилися більше 20-ти місцевих мешканців. Члени партизанського загону брали безпосередню участь у бойових діях разом з військовими Збройних сил України, здійснювали аеророзвідку окупованих територій, евакуйовували людей із так званих сірих зон та підконтрольних російській армії територій. 11 вересня 2022 року під час українського контрнаступу у Харківській області Задоренко разом з партизанським загоном першими увійшли до Козачої Лопані. За ці дії Вячеслава Задоренка було нагороджено медаллю «За оборону міста-героя Харків»  та орденом «За мужність» ІІІ ступеня.
На початку жовтня 2022 року Указом Президента України на території Дергачівської громади утворено Дергачівську міську військову адміністрацію, а Вячеслава Задоренка призначено її начальником.
Після звільнення Дергачівщини від російських окупантів під керівництвом Задоренка у співпраці з державними органами влади та благодійними організаціями розпочались комплексні роботи з відновлення критичної інфраструктури, ремонту багатоквартирних будинків, закладів медицини, освіти, місцевих автошляхів  тощо. У 2022 та 2023 роках з метою пошуку інвесторів та обміну досвідом голова Дергачівської громади відвідав інвестиційні форуми у польській Варшаві та японській Хіросімі.
Наприкінці вересня 2023 року Вячеслав Задоренко у коментарі «Суспільне Харків» заявив про необхідність проведення громадських слухань щодо повернення місту Дергачі історичної назви – Деркачі.
10 жовтня 2023 року рішенням XIV сесії Харківської районної ради VIII скликання за вагомий внесок у соціально-економічний і культурний розвиток Харківського району, активну громадську діяльність Вячеславу Задоренку присвоєно звання «Почесний громадянин Харківського району».

## Відзнаки та нагороди
- Медаль та грамота Харківського прикордонного загону ДПСУ «За вагомий внесок у забезпечення надійної охорони державного кордону України»[15]
- Медаль «За оборону міста-героя Харків»[27]
- Орден «За мужність» ІІІ ступеня (за вагомий особистий внесок у державне будівництво, розвиток місцевого самоврядування, громадянську мужність і самовідданість, виявлені під час захисту державного суверенітету та територіальної цілісності України в умовах воєнного стану, вірність Українському народові)[28]
- Почесний нагрудний знак «Відзнака командира 14-ї окремої механізованої бригади імені князя Романа Великого»[44]
- Нагрудний знак ДПСУ «За співпрацю»
- Медаль НГУ «За патріотизм та співпрацю»[45]
- Звання «Почесний громадянин Харківського району»[43]
- Пам'ятна медаль 4 прикордонного загону ДПСУ «За захист міста-героя Харків»[46]
- Медаль ДПСУ «За сприяння в охороні державного кордону України»[46]
- Подяка та нагородна холодна зброя 97-го окремого механізованого батальйону 60-ї Інгулецької бригади «За допомогу та вагомий внесок в оборону України від агресора»[47]